# Гринёво (Смоленский район)
Гринёво — деревня в Смоленском районе Смоленской области России. Входит в состав Талашкинского сельского поселения. Население — 36 жителей (2007 год). 
Расположена в западной части области в 10 км к юго-востоку от Смоленска, в 0,1 км восточнее автодороги А141 Орёл — Витебск. В 6,5 км северо-восточнее деревни расположена железнодорожная станция Тычинино на линии Смоленск — Рославль. 

## История
В годы Великой Отечественной войны деревня была оккупирована гитлеровскими войсками в июле 1941 года, освобождена в сентябре 1943 года. 